# Taharrush gamea
Taharrush gamea (arapski تحرش جماعي‎ taḥarruš ǧamāʿī dosl. "kolektivno zlostavljanje") je oblik skupnog seksualnog zlostavljanja koga počinitelji vrše tijekom javnih masovnih okupljanja, kao što su ulični prosvjedi, koncerti, festivali i sl. 
Slični fenomeni se mogu događati u raznim kulturama, uključujući zapadni svijet. Izraz se prije svega odnosi na arapske zemlje i Sjevernu Afriku, te opisuje pojavu u kojoj počinitelji spontano ili organizirano seksualno zlostavljaju prije svega ženske osobe kroz dodirivanje genitalija, trganje odjeće, umetanje prstiju u vaginu ili anus te, u krajnjim slučajevima, penetraciju penisom i drugim objektima što prerasta u skupno silovanje. Počinitelji pri tome stvaraju dva lanca kojima okružuju žrtvu - unutrašnji, čiji članovi zlostavljaju žrtvu, te vanjski, koji za cilj ima spriječiti žrtvine prijatelje, pratitelje ili druge namjernike da joj pruže pomoć. Motivi, osim zadovoljavanja požude, mogu biti i imovinske prirode, pa taharrush zna uključivati i razbojničku krađu, a ponekad se spekulira da ima vjerske, ideološke ili političke motive, odnosno da se primjenjuje kao svojevrsna kolektivna kazna prema ženama za koje se smatra da odijevanjem, ponašanjem ili na neki drugi način krše običaje zajednice ili predstavljaju njenog neprijatelja.
Incidenti koji odgovaraju opisu taharuša su se u zapadnim medijima prvi počeli spominjati u kontekstu revolucije u Egiptu 2011. godine, odnosno zlostavljanja kojemu su bile podvgrnute žene koje su sudjelovale u prosvjedima na kairskom Trgu Tahir.
Sam se izraz prvi put službeno spomenula početkom Njemačke savezne policije 2016. kako bi se opisala novogodišnje seksualne napade u Njemačkoj.